# Biosphärenreservat Ulla Ulla
Das Biosphärenreservat Ulla Ulla wurde im Jahr 1972 gegründet und umfasst eine Fläche von 200.000 ha. Es liegt in der Provinz Franz Tamayo im Departamento La Paz im westlichen Bolivien.
Das Reservat liegt in der Anden-Kordillere nördlich des Titicacasees auf einer durchschnittlichen Höhe von 4000 m und grenzt im Westen an die Staatsgrenze von Peru. Im Norden grenzt das Reservat an den Nationalpark Madidi. Das Reservat umfasst Hochgebirgsformationen des Apolobamba-Massivs, Regionen ewigen Eises, Hochplateaus, Tundra, Seen, und die Quellflüsse des Río Euichi und des Río Turiopa. Die Fauna der Region weist bedeutsame Populationen des Andenkondors (Vultur gryphus) auf, etwa 80.000 Alpaca-Lamas (Lama pacos), und das größte Vorkommen von etwa 2.500 Vicuñas (Vicuña vicugna) (Schätzung 1984).
Das Reservat wird von etwa 15.000 Einwohnern (Schätzung 1998) besiedelt, die meisten von ihnen gehören dem indigenen Volk der Aymara an. Aufgrund der niedrigen Temperaturen, der langen Frostperiode und der Höhe über dem Meeresspiegel ist landwirtschaftlicher Anbau hier nicht möglich, die Bevölkerung lebt daher vor allem von der Zucht von Alpacas und Lamas (Lama glama).
Ulla Ulla wurde im Jahr 1977 als offizielles Biosphärenreservat der UNESCO anerkannt und ist seit den späten 1990ern Teil der „Área Natural de Manejo Integrado Nacional Apolobamba“ (ANMIN), das eine Fläche von 484.000 ha umfasst.